# フランシスコ・ガビカ
フランシスコ・ガビカ（Francisco Gabica、1937年12月31日 - 2014年7月7日）は、スペイン、バスク州ビスカヤ県イスパステル出身の元自転車競技（ロードレース）選手。
本名は、フランシスコ・ガビカコヘアスコア・イバーラ（Francisco Gabicacogeascoa Ibarra）。

## 来歴
プロ年代は1961年から1972年まで。
1966年のブエルタ・ア・エスパーニャにおいて、総合2位のエウセビオ・ベレスを39秒差、同3位のカルロス・エチェバリアを44秒差で退けて総合優勝を果たした。

## 主な戦績
1961
ツール・ド・ラブニール 総合2位
1962
ブエルタ・ア・エスパーニャ 総合5位
1964
カンペオナト・バスコ＝ナバロ・デ・モンタニャ 優勝
ブエルタ・ア・エスパーニャ 総合9位
1965
ブエルタ・ア・エスパーニャ 総合6位
ツール・ド・フランス 総合10位
1966
 ブエルタ・ア・エスパーニャ 総合優勝、区間1勝=第15a
ドーフィネ・リベレ 総合3位
ツール・ド・フランス 総合7位
1967
 スペイン選手権・個人ロードレース 優勝
ジロ・デ・イタリア 総合8位、区間1勝=第17
1968
ブエルタ・ア・エスパーニャ 総合13位、山岳賞